# Stadion Miejski w Prijedorze
Stadion Miejski w Prijedorze (boś. Gradski stadion) – wielofunkcyjny stadion w Prijedorze, w Bośni i Hercegowinie. Może pomieścić 6000 widzów. Swoje spotkania rozgrywa na nim drużyna FK Rudar Prijedor.